# Video8

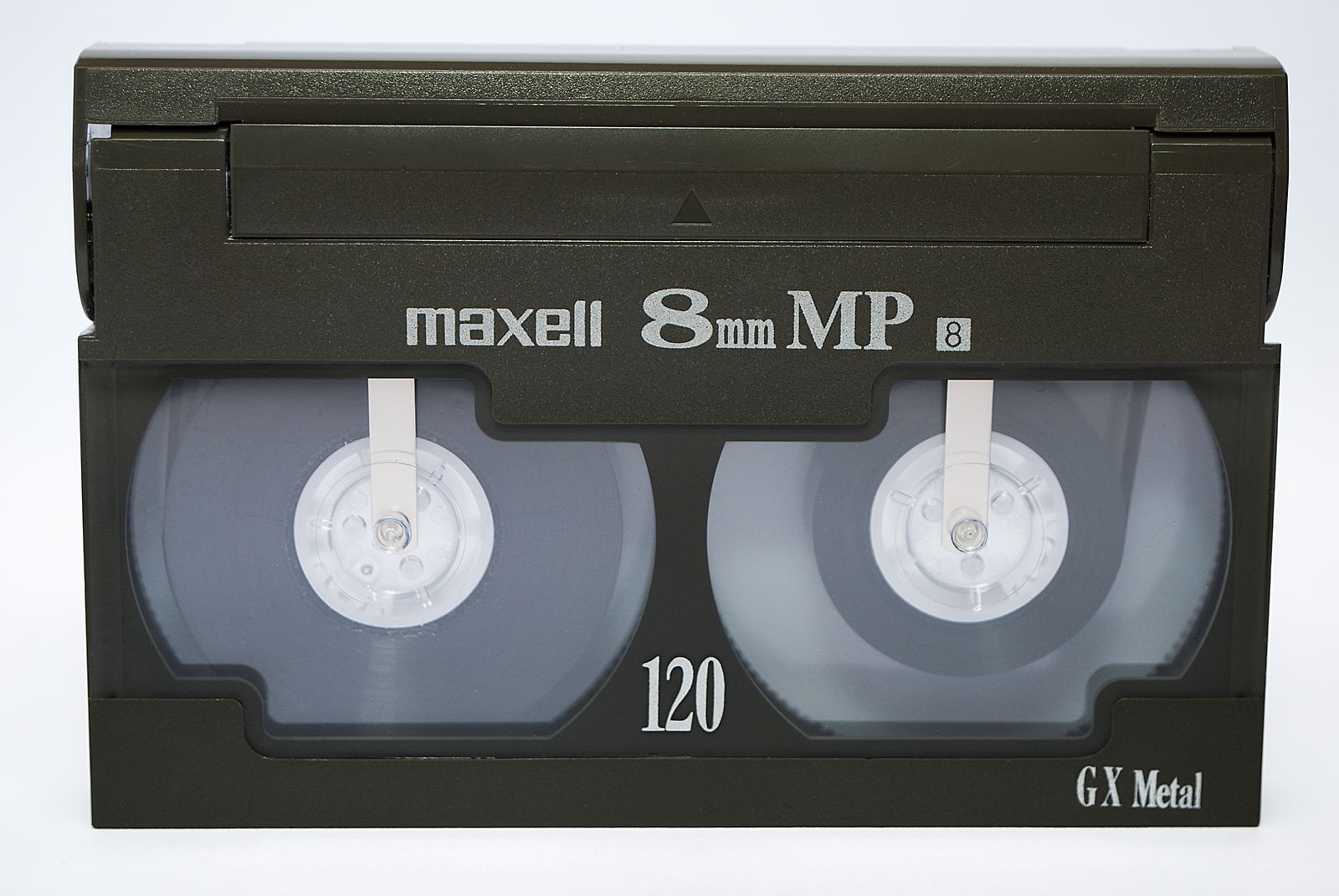
Cinta de video de 8mm.

El Video8 fue un tipo de cinta introducido por Sony en 1985 para reemplazar su propia cinta de Betamax y así vencer al VHS, de su competencia la compañía JVC, este formato fue muy popular y muy utilizado en los años 80, 90 y 2000.

## Historia
En 1984, Sony, al darse cuenta de que no podía competir con el formato VHS, decidió rediseñar el formato de las cintas de video para mejorar video, audio y tamaño. Por lo que en 1985 comercializó la cinta de 8 mm como Video8 así como una amplia gama de videocámaras de mano y profesionales, tanto para la televisión, como para el consumidor habitual.
En 1986 era un formato usado en América del norte en su versión de NTSC y en parte de Europa , Rusia y América del Sur en su versión PAL/SECAM como medio de almacenaje en video amateur y equipo de televisión ligero.
En 1989, después de descontinuar su formato Betamax, comenzó a distribuir su línea de cámaras Handycam, hechas para el consumidor con el propósito de que éste grabara sus momentos especiales en un formato de gran calidad, en este mismo año, Sony lanzó sus videos de alta calidad Sony Hi8 mejorando la calidad del Video8.

## Especificaciones Técnicas

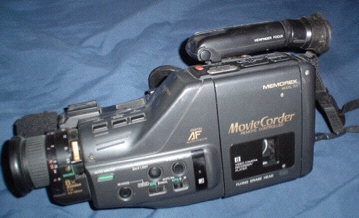
Cámara de video8 de aficionado de los años 90.

Este tipo de cinta es de tamaño similar al de un audiocassette, solo un poco más ancho.
El ancho de la cinta es de 8 mm con un sistema de exploración helicoidal en FM. El vídeo presenta una resolución horizontal de 240 líneas por altura de imagen, como el formato VHS. Su sucesor, el formato Hi8 elevaría dicha resolución a las 400 líneas por altura de imagen.
La banda de audio, a diferencia de formatos como el VHS o Betamax (que llevan el audio en una banda lineal al borde de la cinta), va en el centro, permitiendo un mayor rango de frecuencia que aumenta la calidad.